# 406 f.Kr.
| 406 f.Kr.          |
| ------------------ |
| Dødsfald - Fødsler |
|                    |

## Dødsfald
- Euripides, græsk tragediedigter. Født 484 f.Kr.
- Sofokles, græsk tragediedigter.